# Jesús Fernández Santos
Jesús Fernández Santos (Madrid, 9 de noviembre de 1926 - ibid, 2 de junio de 1988) fue un escritor, articulista, crítico de cine y director de cine y de documentales, español, de familia leonesa.

## Biografía
Jesús Fernández Santos nació el 9 de noviembre de 1926 en Madrid, hijo de Laurentino Fernández, de Cerulleda, y de Ángela Santos, de Valladolid. Su madre, Ángela, muere en 1928 cuando Fernández Santos tiene poco más de un año, quedando huérfanos él y sus tres hermanas mayores Lucía, María del Carmen y Aurelia. A partir de ese momento fue su padre quien debió seguir haciéndose cargo de la familia junto con su hermana.
Fernández Santos estudió en un colegio de los Hermanos Maristas y la Guerra civil española (1936-39) le sorprendió con su familia en un pueblo de Segovia, en la Estación del Espinar, cerca de San Rafael. Aislados de Madrid por el frente, fueron evacuados a Segovia donde permanecieron hasta el final de la contienda. Allí el escritor cursó el ingreso y el primer año de Bachillerato.

Soy hijo de una familia de la burguesía media, como la mayor parte de los novelistas de mi generación, una clase sin muy clara conciencia política. Una burguesía más modesta que la de nuestros días.", así se presenta el autor, aclarando también que Uno no es de la ciudad o de la región en que uno nace, sino de allí en donde se vive; y en tal sentido yo he pasado gran parte de mi vida al pie de la raya que separa a León de Asturias; yo nací en Madrid, pero soy producto de una emigración.

Finalizada la guerra, regresó en 1939 a Madrid y, seguidamente, ocurrió la muerte de su padre, Laurentino, cuando Fernández Santos contaba con catorce años.
Más adelante se matriculó en la facultad de Filosofía y Letras (sección Historia) de Madrid. Allí conoció y se hizo amigo de Ignacio y Josefina Aldecoa, Rafael Sánchez Ferlosio, Medardo Fraile y Carmen Martín Gaite entre otros futuros escritores y dramaturgos. En aquellos años de facultad y con la ayuda de Florentino Trapero y Alfonso Sastre, el escritor dirigió el Teatro Experimental Universitario, donde se representaron por primera vez en España obras de Tennessee Williams, Saroyan, Strindberg y Claudel, así como una del propio Fernández Santos: Mientras cae la lluvia. En esta iniciativa teatral intentaron renovar el teatro desde una dimensión vanguardista y europea. A pesar de esta experiencia, el escritor terminó por dejar los estudios universitarios.
A finales de la década de 1940, Fernández Santos se matriculó en la Escuela Oficial de Cine (que entonces se denominaba Instituto de Investigaciones y Experiencias Cinematográficas). Coincidió con Carlos Saura, Julio Diamante, Eugenio Martín, José Luis Borau, Mario Camus, entre otros. Obtuvo el título de realizador y el cine se convirtió en su segunda profesión, dedicándose a los documentales, que compaginaba con su carrera literaria. Sin dejar su labor como novelista, a partir de 1964 inició una estrecha colaboración con Radio Televisión Española, donde dirigió capítulos en series sobre cultura y autores literarios contemporáneos, museos y pintores, como La víspera de nuestro tiempo, Los españoles, Los libros, Conozca usted España, Aprender a ver y Cuentos y leyendas.
Aunque vivió siempre en Madrid, con su mujer, María, e hijos, Miguel y Juan, Fernández Santos mantuvo en todo momento un vínculo estrecho tanto con el pueblo leonés de Cerulleda, donde había nacido su padre, como con el resto de la provincia leonesa.
A lo largo de treinta y cuatro años, desde la publicación de su primera novela (en 1954) hasta su fallecimiento (en 1988), la obra literaria de Fernández Santos consta de once novelas, diez libros de relatos, y centenares de artículos. Los títulos de narrativa más importantes son: Los bravos, Cabeza rapada, El libro de las memorias de las cosas, Extramuros, Cabrera, Los jinetes del alba, Jaque a la dama y El Griego.
Jesús Fernández Santos murió, tras una larga enfermedad, en Madrid, el 2 de junio de 1988.

## Trayectoria
Su carrera literaria comenzó cuando introdujo en España la narrativa crítico-social durante la posguerra con su novela Los Bravos (1954) y con el volumen de relatos Cabeza rapada (1958, Premio de la Crítica). Su trayectoria evolucionó para convertirse en uno de los máximos exponentes de la novela histórica en las décadas de los años 70 y 80 del siglo XX, con, entre otras novelas, su obra cumbre Extramuros (1978, Premio Nacional de Literatura)
Se le encuadra como miembro de la Generación del Medio Siglo (grupo literario de los años de 1950 en España), junto a Carmen Martín Gaite, Ignacio Aldecoa y Rafael Sánchez Ferlosio, entre otros.
Durante una trayectoria novelística de más de treinta años y con más de veinte libros publicados, Fernández Santos obtuvo prácticamente todos los premios literarios del panorama español, desde el Premio Nacional de Literatura con Extramuros, en 1978, hasta el Premio Planeta, en 1982 con Jaque a la dama, pasando por el Premio Nadal, en 1970 con el Libro de las memorias de las cosas, entre otros galardones.
En sus novelas, Fernández Santos hablaba de los desfavorecidos y de la clase media en nuestra sociedad. También del ámbito leonés (de donde era oriundo su padre) y del ambiente madrileño. Atento observador de los cambios fundamentales de la sociedad en la que vivía, encontró en la historia elementos que explican el devenir español contemporáneo.
Usó un lenguaje depurado y una sensibilidad precisa para captar los rasgos más determinantes de los personajes tanto en su personalidad como en su modo de hablar. Fernández Santos se aprovechó de sus experiencias vitales desde el momento en que vivió siendo niño la guerra civil española de 1936 y captó todo tipo de novedades estilísticas de su entorno a lo largo de las épocas. Las aplicaba con la contundencia del neorrealismo italiano y la narración estadounidense, que irrumpieron en España en la década de 1950.
Tanto en sus novelas como en los documentales que dirigió para RTVE, Fernández Santos mostró su tesón por recuperar el legado de los clásicos españoles, en literatura y en arte en general. Además, en la preparación de cada proyecto, recorría durante años de punta a punta España, lo que le convirtió en gran conocedor de las problemáticas y de los valores de su país, lo que plasmaba en narrativa y cine documental.
Desde 1964 y hasta 1975 dirigió unos cien documentales sobre arte, literatura y demás temática cultural en Radio Televisión Española y otras instituciones como NO-DO o el MEN (Ministerio de Educación Nacional). En esta especialidad destacan para RTVE: España 1800 - Un ensayo cinematográfico sobre Goya y su tiempo, Premio del Círculo de Escritores Cinematográficos de España y del Sindicato Nacional del Espectáculo; Elogio y nostalgia de Toledo, sobre texto de Gregorio Marañón, premiado con el Riccio d'oro en el Festival de Anghero (Cerdeña) y El Greco, un pintor, una ciudad, un río, Premio de la Bienal de Venecia en 1959.
Aparte de constituir una recuperación de gran valor de la cultura clásica española en arte y literatura, difundida por RTVE a millones de personas, estas producciones televisivas son, según algunos expertos, innovadoras en su época por rodarse en exteriores pese a contar con presupuestos limitados. Las dramatizaciones de determinadas escenas de las obras literarias tratadas y las entrevistas a distintos expertos de los temas en una mezcla entre ficción y documental consiguen un resultado eficaz y ameno. Además, muchas veces ofrecían interpretaciones distintas de la institucional, en las postrimerías del franquismo.
En el terreno cinematográfico, Fernández Santos dirigió el largometraje Llegar a más, en 1961.
Desde 1976, compaginó su trabajo literario y documentalista con su labor en el periódico El País. Allí trabajó en diversos temas y en especial como crítico de cine. Fue el primero en esta especialidad desde la fundación del rotativo madrileño, etapa que culminó cuando formó parte del jurado oficial en el Festival de Venecia en el año 1981.

## Obras

### Novela
- Los bravos (Castalia, 1954) Narración con la que se inicia la temática del realismo social en España. Cuenta la dura posguerra, tras la Guerra Civil de 1936, en un pueblo de la montaña leonesa, de donde era oriundo el padre del autor. El protagonista es un grupo de habitantes de la aldea, mujeres y hombres que luchan por llevar adelante sus vidas en unas condiciones extremas, también sometidos por el cacique de la localidad. Las vivencias de los protagonistas se entrecruzan con la llegada de un médico, cuyas andanzas e impresiones sirven de hilo conductor a la historia.
- En la hoguera (Arión, 1957) Premio Gabriel Miró. Su acción se centra en el viaje de un joven tuberculoso por la sierra segoviana. En un pueblo conoce a una muchacha que, como él, ha ido a refugiarse en aquella soledad en circunstancias adversas. La historia entre ambos se desarrolla entre los avatares de más habitantes de aquellos parajes agrestes en plena posguerra española.
- Laberintos (Seix Barral, 1964) Una Semana Santa reúne en Segovia a un grupo de jóvenes pintores y más gente relacionada con el ambiente artístico. En esos días que comparten ponen de relieve las contradicciones y los conflictos que cuadriculan sus vidas bohemias y existencialistas.
- El hombre de los santos (Destino, 1969) Premio de la Crítica. La historia de un hombre, restaurador, que peregrina de pueblo en pueblo por pequeñas iglesias y olvidados conventos salvando antiguas pinturas murales mientras debe enfrentarse a decisiones en su vida, a sus ilusiones, deseos ocultos, sentimientos...
- Libro de las memorias de las cosas (Destino, 1971) Premio Nadal. Esta ficción se ocupa de la segunda reforma protestante en España, sus luchas por sobrevivir desde mediados del siglo XIX hasta 1968, fecha del restablecimiento de la libertad religiosa en nuestro país. Narra el origen y auge del grupo evangélico describiendo el día a día de sus fieles, que se enfrentan a diversos obstáculos en la España católica mientras, ellos mismos sufren, siguen adelante o reniegan de la poderosa influencia que la educación religiosa ha ejercido en sus vidas. Buena parte de la narración tiene como marco las tierras secas del Páramo leonés, al sur de la provincia.
- La que no tiene nombre (Destino, 1977) Premio Fastenrath de la Real Academia Española. Cuenta la leyenda de la Dama de Arintero, Juana García, noble, quien luchó al lado de los Reyes Católicos contra la Beltraneja. Gracias a su valor en la batalla, el rey Fernando le concedió una serie de privilegios, antes de que ella tuviera que enfrentarse a los nobles de su comarca. Este relato se entrecruza al de los maquis en la posguerra española y con la peripecia de los dos únicos supervivientes de un pueblo abandonado por la emigración. Son historias en épocas diferentes de un mismo lugar, la alta montaña entre León y Asturias.
- Extramuros (Argos Vergara, 1978) Premio Nacional de Literatura. Transcurre en el interior de un convento de clausura y narra la historia de un amor heterodoxo y de un falso milagro. Todo en una España ya en los comienzos de su decadencia, en un siglo indeterminado, bajo la dinastía de los Austria.
- Cabrera (Plaza y Janés, 1981) Un joven pícaro cuenta su experiencia de supervivencia y crecimiento mientras forma parte de la comitiva desastrada de los ejércitos napoleónicos derrotados en Bailén (1808), con su confinamiento en la isla balear de Cabrera, campo de concentración improvisado.
- Jaque a la dama (Planeta, 1982) Premio Planeta. Historia de Marta, joven judía que vive en una ciudad de provincias. Tras describir una adolescencia rodeada por una familia dispersa y huraña, el relato prosigue con las experiencias que la protagonista sufre en la Guerra Civil española de 1936 trabajando de enfermera, sus amores con Pablo, quien se pasa a los republicanos y se exilia a México y, más adelante, con Mario, un periodista con el que acaba casándose... esta novela es el testimonio pormenorizado de la emoción en la vida de una mujer.
- Los jinetes del alba (Seix Barral, 1984) Narra los avatares de los habitantes de un pueblo de la montaña leonesa en un tiempo convulso, la víspera del estallido de la Guerra Civil española de 1936, en especial en el enclave del balneario de Las Caldas de Nocedo.
- El Griego (Planeta, 1985) Premio Ateneo de Sevilla. Acercamiento a uno de los pintores más sobresalientes de todos los tiempos: Doménico Theotocopuli, el Greco, contado por una serie de voces en primera persona que corresponden a los personajes que rodearon familiar o profesionalmente al artista y que reflejan aspectos de la vida, obra y época del célebre cretense en Toledo.
- Balada de amor y soledad (Planeta, 1987) El perfil desafiante de una montaña obsesiona a un químico que emprende una aventura para coronarla, lo que se convierte en un símbolo de la búsqueda del sentido de su vida. Mientras, se enfrenta a los peligros de la naturaleza. Durante la aventura se encuentra con distintos personajes, como cazadores furtivos y mineros...

### Relato
- Cabeza rapada (Seix Barral, 1958) Premio de la Crítica. Son cuentos centrados en su mayoría en el punto de vista de niños de la Guerra Civil española de 1936, que aprenden sus primeras lecciones de vida en ese ambiente bélico, como lo hizo el propio escritor en su infancia. Estas historias se complementan con otras también de supervivencia de distintos personajes durante la posguerra.
- Las catedrales (Seix Barral, 1970) Diversas catedrales de la geografía española dan pie a estos cuentos en un crisol donde se mezclan épocas, leyendas y personajes a la sombra de estos templos míticos.
- Paraíso encerrado (Destino, 1973) Por una parte una serie de narraciones transcurren en el Parque del Retiro y, por otra, la historia del mismo jardín desde su fundación en tiempos de Felipe IV, transmiten al lector todos los secretos e historias encerradas en este célebre enclave madrileño.
- Cuentos completos (Alianza, 1978) Antología de todos los cuentos publicados por Fernández Santos hasta 1978.
- A orillas de una vieja dama (Alianza, 1979) Después del abandono de su marido, una mujer se recluye en su habitación renunciando al mundo exterior, mientas sus criados aprovechan para desvalijar la casa... Antes de llegar a París, Picasso da sus primeros pasos creativos y de aprendizaje en su Málaga natal... La relación de un vendedor del Rastro madrileño y una desconocida joven... son algunas de las historias que reúne este libro.
- El reino de los niños (Debate, 1981) Un cuento infantil en el que un rey de cinco años de edad, aburrido en su palacio donde nadie quiere jugar con él, encuentra una vía de escape en su jardín...
- Las puertas del Edén (Austral, 1981) Una pareja que se rompe por la distancia obligada en la que vive o la historia de un asesino a sueldo que viaje a un pueblo para cumplir un "encargo" en tiempos cercanos al inicio de la Guerra Civil española de 1936, conforman algunas de las narraciones de este volumen de cuentos.
- Aunque no sé tu nombre (Edhasa, 1991) Esta colección póstuma muestra cómo los cuentos de Fernández Santos han ido evolucionando al unísono con la realidad española, desde el testimonio neorralista de un país arcaico y rural, destrozado por la Guerra Civil de 1936, hasta otra España más compleja, la de los años de transición a la democracia.

### Artículo
- Europa y algo más (Destino, 1977) Fernández Santos retrata su punto de vista sobre lo que le sale al paso en viajes por Italia, Francia, España, Portugal, combinando estas observaciones con algún retrato de personajes e impresiones de temas variados del panorama cultural.
- Palabras en libertad (Ariel, 1982) Compilación de relatos periodísticos publicados en el diario El País sobre aspectos de Madrid y su historia, pueblos y leyendas de España, retratos de personajes de la cultura y de curiosidades del mundo del cine.
- El rostro del país (El País, 1987) Madrid en sus verbenas, la Almudena, el Ateneo y más aspectos de la capital; el cine y distintas semblanzas de personajes ilustres marcan las páginas de esta colección de relatos periodísticos publicados en El País.
- León desde la memoria (Del Centro, 2013) Fotografías de Miguel Fernández Castaldi sobre textos de Jesús Fernández Santos seleccionados por María Castaldi. Recorrido por paisajes de León, en sus imágenes fotográficas y descripciones literarias.

### Obra audiovisual
Fue director de la película Llegar a más (1961). De los aproximadamente cien documentales realizados como director, destacan en su trayectoria de RTVE:
El Greco, un pintor, una ciudad, un río (1961) Premio de la Mostra Veneciana del Documental y Cortometraje.
Soria de Machado (1967)
España 1800, Un ensayo cinematográfico sobre Goya y su tiempo. Premio del Sindicato Nacional del Espectáculo.
Elogio y nostalgia de Toledo (sobre textos de Gregorio Marañón) (1969) Premio Riccio d'oro de la televisión italiana en el II Festival Internacional de Cine-TV Narración de Alghero (Cerdeña).
Goya y su tiempo (1984) Premio de la URTI del Festival Internacional de Montecarlo.
Trabajó como director y guionista en distintas series de RTVE como La víspera de nuestro tiempo (1967-69) Premio Nacional de Televisión a los programas culturales y educativos, Los españoles (1970-71), La noche de los tiempos (1971-72) y Los libros (1974), donde destacan los episodios que dirigió sobre La fontana de oro de Benito Pérez Galdós, El libro del buen amor, del Arcipreste de Hita, La Celestina, de Fernando de Rojas, El licenciado Vidriera, de Miguel de Cervantes, Artículos de costumbres de Larra y Milagros de Nuestra Señora, de Gonzalo de Berceo.

## Premios
- 1958: Medalla del Círculo de Escritores Cinematográficos al mejor cortometraje por España 1800.[5]